# Proti Meidiovi
Démosthenova řeč Proti Meidiovi (starořecky: Κατὰ Μειδίου) je vedle samotných her řeckých dramatiků nejucelenějším literárním zdrojem soudobých informací o antickém divadle. Démosthenés v ní explicitně cituje příslušné zákony a implicitně naráží na společenské normy, které řídily vztah athénské společnosti k divadlu v kontextu náboženských slavností.
Nejslavnější athénský řečník Démosthenés byl chorégem Velkých Dionýsií v zimě 351 př. n. l. – 350 př. n. l. K této službě se dobrovolně přihlásil poté, co selhali ti, které tímto úkolem pověřil zákon. Jako chorégos se Démosthenés stal obětí nevraživosti a útoků athénského boháče jménem Meidias. Svého divadelního konkurenta se Meidias snažil odstranit zákulisními metodami. Narušoval zkoušky Démosthenova sboru, poničil mu divadelní výpravu a nakonec jej fyzicky napadl před zraky všech přímo v divadle.
Proti pobuřujícímu Meidiovu jednání během Velkých Dionýsií vznesl Démosthenes stížnost. Postupoval jako při stížnostech na úřední pochybení a narušení náboženských slavností (ať to byla Dionýsia, nebo Eleusínská mystéria). Se svou stížností uspěl a získal jednohlasnou podporu shromáždění. Rozhodl se tedy pohnat Meidiu před další tribunál, aby vysoudil odškodnění. Pro tento účel si připravil řeč Proti Meidiovi. Ještě před zahájením soudního jednání však Démosthenés přijal 30 min odškodného, alespoň to tak uvádějí starověcí autoři Plútarchos a Aischinos. Řeč tedy před soudem s největší pravděpodobností nikdy nepronesl. Těžko mohl s penězi v kapse svým spoluobčanům tvrdit, že stíhání narušitele slavností, jako je Meidias, patří ke svatým povinnostem každého občana.
Při bližším ohledání se též ukazuje, že Démosthenés svou řeč nejspíš nepodrobil ani důkladnější poslední redakci, která by svedla argumentaci do jednoho koryta a potlačila vedlejší cesty a odbočky. Místy slabá návaznost textu mohla navíc podnítit k úpravám a přesunům pozdější opisovače.
Řeč proti Meidiovi je prvním příkladem výjimečné kvality Démosthenova řečnického umění, které antičtí teoretikové říkali deinotés. Tuto kategorii lze podle kontextu přeložit jako ohromivost, sugestivitu apod.